# Maria Lankowitz
Maria Lankowitz là thị trấn gần Köflach ở huyện Voitsberg thuộc bang Steiermark, Áo, tại chân núi Stubalpe. Maria Lankowitz được nêu lần đầu trong tài liệu năm 1415. Nhà thờ thế kỷ 15 là nơi hành hương quan trọng thứ nhì ở bang này sau Mariazell. 